# برادران کارامازوف (فیلم ۱۹۶۹)
برادران کارامازوف (روسی: Братья Карамазовы) یک فیلم محصول کشور اتحاد شوروی است که در سال ۱۹۶۹ منتشر شد.

## بازیگران
- میخائیل اولیانف
- کیریل لاورف
- آندری میاگکوف
- آندری آبریکوسوف
- نیکیتا پادگورنوی
- نیکولای کوتوزف
- الکساندر خویلیا